# Llista de monuments d'Alcarràs
Llista de monuments inclosos en l'Inventari del Patrimoni Arquitectònic Català per al municipi d'Alcarràs (Segrià). Inclou els inscrits en el Registre de Béns Culturals d'Interès Nacional (BCIN) amb la classificació de monuments històrics, els Béns Culturals d'Interès Local (BCIL) de caràcter immoble i la resta de béns arquitectònics integrants del patrimoni cultural català.
| Monument                                                  | Protecció   | Estil/època                   | Localització                                 | Coordenades                                          | Codi?         | Imatge |
| --------------------------------------------------------- | ----------- | ----------------------------- | -------------------------------------------- | ---------------------------------------------------- | ------------- | --- |
| Castell de Montagut                                       | BCIN 750-MH | Medieval                      | Alcarràs Vestigis al turó el Vilot           | 41° 37′ 53″ N, 0° 29′ 33″ E / 41.631251°N,0.492628°E | RI-51-0006218 | Carregueu una nova foto d'aquest monument                                                                                                 |
| Caseta típica                                             |             | Obra popular                  | Alcarràs C. Calvari, 55                      | 41° 33′ 53″ N, 0° 31′ 23″ E / 41.564624°N,0.523018°E | IPA-14145     | Caseta típica (Alcarràs) · Vegeu més fotos d'aquest monument · Carregueu una nova foto d'aquest monument                                  |
| Ermita de Santa Anna                                      | BCIL 2006   | Obra popular XVIII            | Alcarràs Montagut                            | 41° 36′ 58″ N, 0° 30′ 56″ E / 41.616046°N,0.515649°E | IPA-14146     | Ermita de Santa Anna (Alcarràs) · Vegeu més fotos d'aquest monument · Carregueu una nova foto d'aquest monument                           |
| Casa dels Canonges de Montagut                            | BCIL 2006   | Obra popular                  | Alcarràs Montagut                            | 41° 36′ 58″ N, 0° 30′ 56″ E / 41.616037°N,0.515633°E | IPA-14147     | Casa dels Canonges de Montagut (Alcarràs) · Vegeu més fotos d'aquest monument · Carregueu una nova foto d'aquest monument                 |
| Cal Macià, Casa Vallmanya: finca i complex d'edificacions | BCIL 2009   | Obra popular XVII             | Alcarràs Vallmanya                           | 41° 36′ 49″ N, 0° 23′ 43″ E / 41.61361°N,0.39519°E   | IPA-14148     | Cal Macià (Alcarràs) · Vegeu més fotos d'aquest monument · Carregueu una nova foto d'aquest monument                                      |
| Sindicat Agrícola                                         | BCIL 2009   | Modernisme XX                 | Alcarràs C. la Bassa, 2 - pl. del Quelet     | 41° 33′ 50″ N, 0° 31′ 31″ E / 41.563987°N,0.525219°E | IPA-14150     | Sindicat Agrícola (Alcarràs) · Vegeu més fotos d'aquest monument · Carregueu una nova foto d'aquest monument                              |
| Muralles romanes                                          |             | Romà                          | Alcarràs C. Calvari, al costat de l'església | 41° 33′ 48″ N, 0° 31′ 28″ E / 41.563331°N,0.524470°E | IPA-14151     | Muralles romanes (Alcarràs) · Vegeu més fotos d'aquest monument · Carregueu una nova foto d'aquest monument                               |
| Ca l'Hereu, Casa del comte de Torregrossa                 | BCIL 2009   | Obra popular XVIII-XIX        | Alcarràs C. Major, 68                        | 41° 33′ 49″ N, 0° 31′ 32″ E / 41.563705°N,0.525465°E | IPA-14152     | Carregueu una nova foto d'aquest monument                                                                                                 |
| Balneari d'Alcarràs                                       | BCIL 2009   | Eclecticisme XIX-XX           | Alcarràs Ctra. N-II                          | 41° 33′ 43″ N, 0° 31′ 33″ E / 41.562°N,0.525818°E    | IPA-14153     | Carregueu una nova foto d'aquest monument                                                                                                 |
| Església parroquial de l'Assumpció de la Verge            | BCIL 2000   | Barroc XVIII                  | Alcarràs Pl. Església                        | 41° 33′ 48″ N, 0° 31′ 27″ E / 41.563405°N,0.524228°E | IPA-14154     | Església parroquial de l'Assumpció de la Verge (Alcarràs) · Vegeu més fotos d'aquest monument · Carregueu una nova foto d'aquest monument |
| Molí del Sindicat                                         | BCIL 2009   | Obra popular XII              | Alcarràs C. Major, 100                       | 41° 33′ 50″ N, 0° 31′ 32″ E / 41.56386°N,0.52561°E   | IPA-45534     | Carregueu una nova foto d'aquest monument                                                                                                 |
| Trull del Castell                                         | BCIL 2009   | XV                            | Alcarràs Pl. de l'Església                   |                                                      | IPA-45535     | Carregueu una nova foto d'aquest monument                                                                                                 |
| Cal Calistro                                              | BCIL 2009   | Obra popular XV, XIX          | Alcarràs C. Major, 141                       | 41° 33′ 45″ N, 0° 31′ 27″ E / 41.56260°N,0.52404°E   | IPA-45536     | Carregueu una nova foto d'aquest monument                                                                                                 |
| Casal de Vallmanya, Casa dels Caçadors                    | BCIL 2009   | Obra popular XVII             | Alcarràs Vallmanya                           | 41° 36′ 53″ N, 0° 23′ 57″ E / 41.61478°N,0.39911°E   | IPA-45537     | Carregueu una nova foto d'aquest monument                                                                                                 |
| La Central                                                | BCIL 2009   | Obra popular XX               | Alcarràs Ramell                              | 41° 33′ 54″ N, 0° 32′ 59″ E / 41.56492°N,0.54982°E   | IPA-45538     | Carregueu una nova foto d'aquest monument                                                                                                 |
| Casilla del Canal d'Aragó i Catalunya                     | BCIL 2009   | Obra popular XX               | Alcarràs                                     | 41° 38′ 15″ N, 0° 26′ 36″ E / 41.63738°N,0.44325°E   | IPA-45539     | Carregueu una nova foto d'aquest monument                                                                                                 |
| Mas de Volta                                              | BCIL 2009   | Obra popular                  | Alcarràs Collestret                          |                                                      | IPA-45540     | Carregueu una nova foto d'aquest monument                                                                                                 |
| Molí del Sastre                                           | BCIL 2009   | Obra popular                  | Alcarràs                                     |                                                      | IPA-45541     | Carregueu una nova foto d'aquest monument                                                                                                 |
| Pont del Primer Escorredor                                | BCIL 2009   | Obra popular                  | Alcarràs                                     |                                                      | IPA-45542     | Carregueu una nova foto d'aquest monument                                                                                                 |
| Casa Domingo                                              |             | Escola de Barcelona 1972-1976 | Alcarràs Camí de Montagut                    | 41° 34′ 59″ N, 0° 31′ 00″ E / 41.58306°N,0.51661°E   | IPA-46447     | Carregueu una nova foto d'aquest monument                                                                                                 |
| Pou de gel d'Alcarràs                                     | BCIL 2019   | Obra popular                  | Alcarràs C. Timons - c. Vista Alegre         |                                                      | IPA-50758     | Carregueu una nova foto d'aquest monument                                                                                                 |